# Oasis de Buraimi

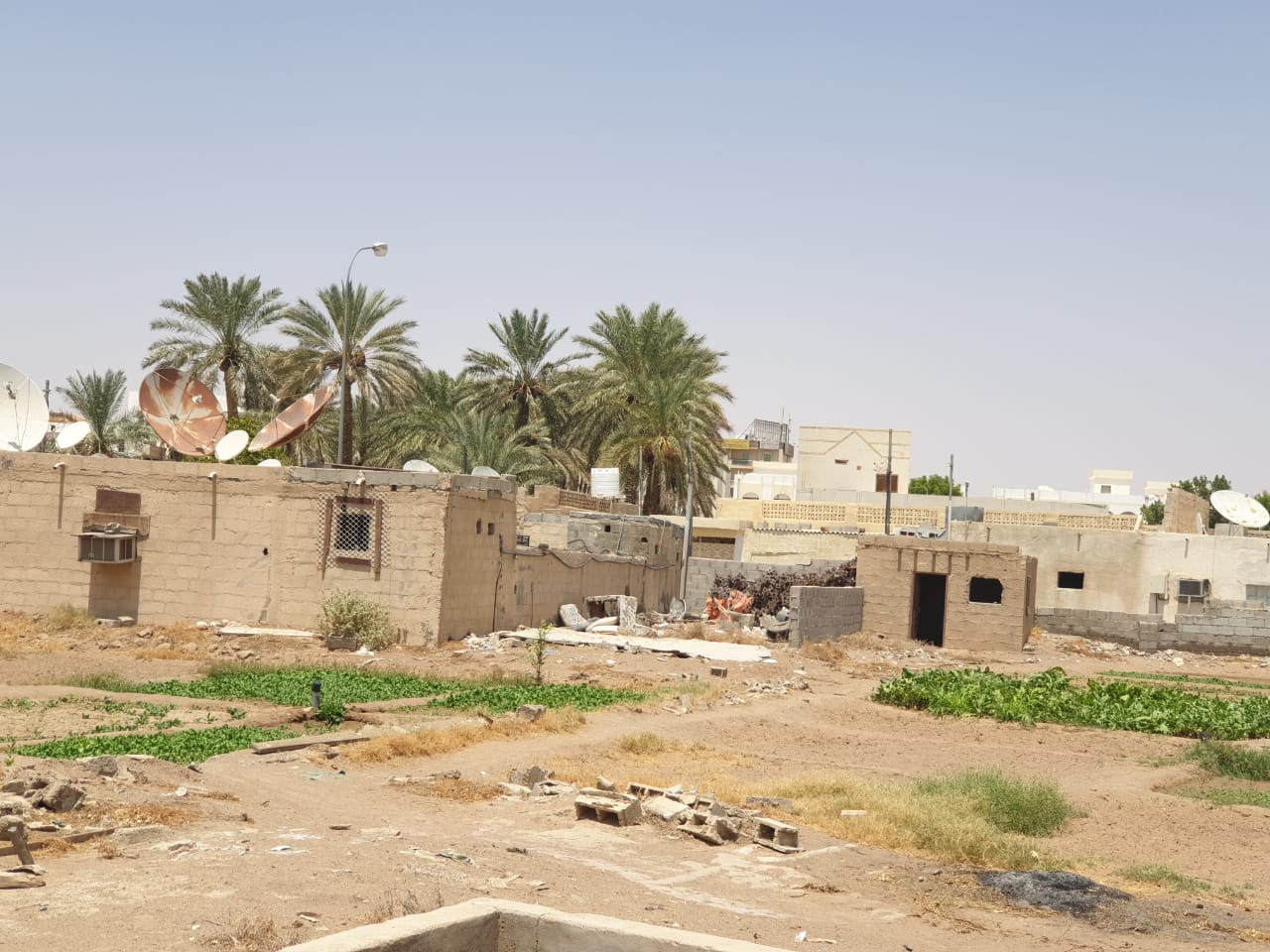
Barrio antiguo de Sa'ra (صعراء), en Buraimi, Omán

Tawam (en árabe: تَوَام, Tawām), también Tuwwam, Tu'am u Oasis de Buraimi (en árabe: وَاحَة ٱلْبُرَيْمِي, romanizado: Wāḥat Al-Buraymī), es una región histórica del este de Arabia que se extendía desde las montañas de Hajar hasta la costa del Golfo Pérsico, y hoy en día forma parte de lo que ahora son los Emiratos Árabes Unidos y el oeste de Omán. Sus principales ciudades son las transfronterizas Al Ain (en suelo emiratí) y Al-Buraimi (en suelo omaní).

## Etimología y geografía

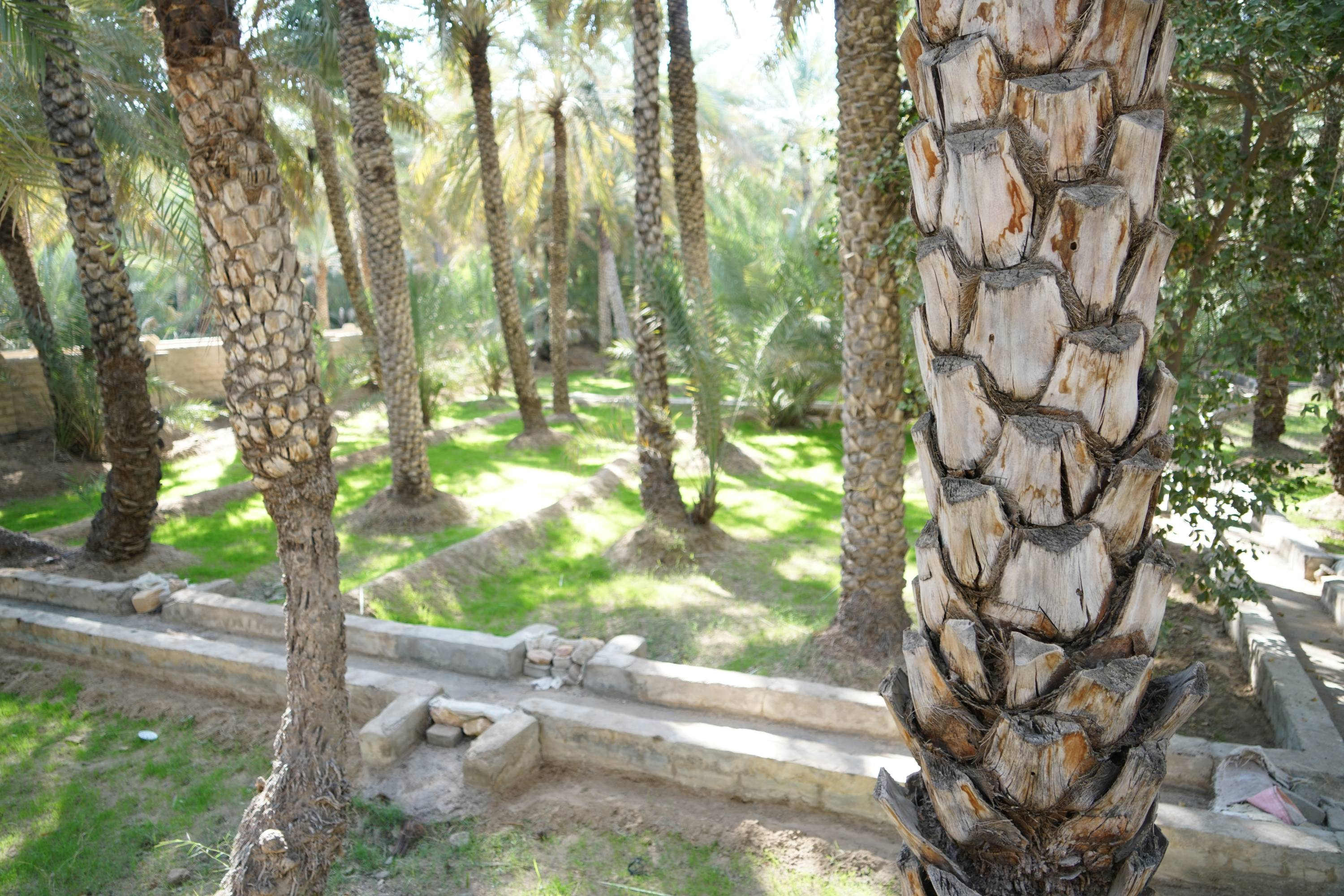
Un falaj (canal) en el Oasis de Buraimi - Al Ain

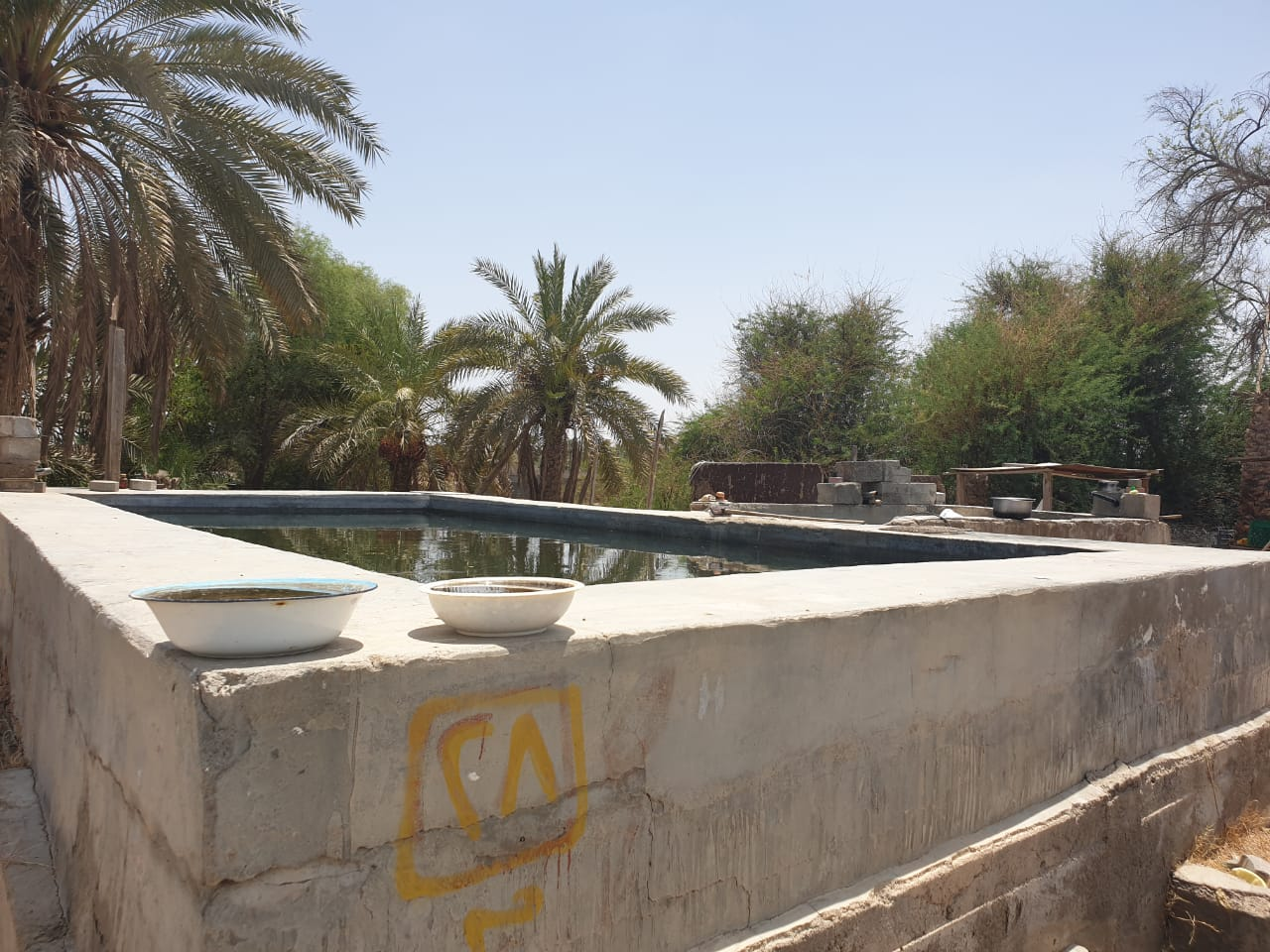
Alberca en Buraimi.

Al-Ain es el asentamiento principal en la Región de Al Ain, del Emirato de Abu Dhabi, ubicado en la frontera oriental del país con Omán, donde se encuentra la ciudad adyacente de Al-Buraimi. La región se encuentra al oeste de las montañas al-Hayar y el Golfo de Omán, y en las proximidades del desierto de Rub 'al-Jali. En la costa del Golfo Pérsico se encuentra Jumeirah, en el Emirato de Dubái, que probablemente formaba parte de esta región.
La palabra Tawam significa «gemelos» y, según los informes, se refiere a un par de alfaj (canales de agua) en la región de Buraimi, identificados a partir de los trabajos de personas como Salil ibn Raziq en el siglo XIX, Al-Tabari y Al- Muqaddasi en el siglo X y, en consecuencia, personas en el siglo XXI como Timothy Power, un arqueólogo y profesor asistente con sede en Abu Dhabi que ayudó a fundar el Proyecto de Arqueología del Paisaje del Oasis de Buraimi. Dicho esto, la región está compuesta de oasis que dependían de aflaj para el riego, como los de Al-Ain y Qattarah en Al-Ain, y Hamasa en Al-Buraim.

A mediados del siglo XIX, un erudito omaní, Salil ibn Raziq, básicamente dijo que Buraimi solía llamarse Tawam. La gente se dio cuenta de eso, pero nunca ha examinado críticamente las fuentes anteriores.

Al Tabari escribe sobre una esfera de influencia persa a lo largo de Región de Batina en Omán y una esfera de influencia árabe en el interior con su capital en un lugar llamado Tawam. En eso se ocupa de los acontecimientos de 893/94, en los que existe una disputa entre las diferentes facciones locales sobre quién debería gobernar en Omán. Una de estas facciones se acerca a los abasíes para obtener ayuda externa. La facción que hace esto se llama Bani Sama y se asientan en Buraimi antes de establecerse en Sohar, se llaman a sí mismos wajihidas y asumen el liderazgo de toda la región.
Timothy Power.

Hafit {Tuwwam} abunda en palmera datilera; se encuentra en la dirección a Hajar {Al-Hasa}, y la mezquita está en el zoco (...) Dibba y Julfar, ambos en dirección al Hajar, están cerca del mar... Tuwwam ha sido dominado por una rama de los coraichitas...
Al-Muqaddasi, 985 d. C.

## Historia y prehistoria

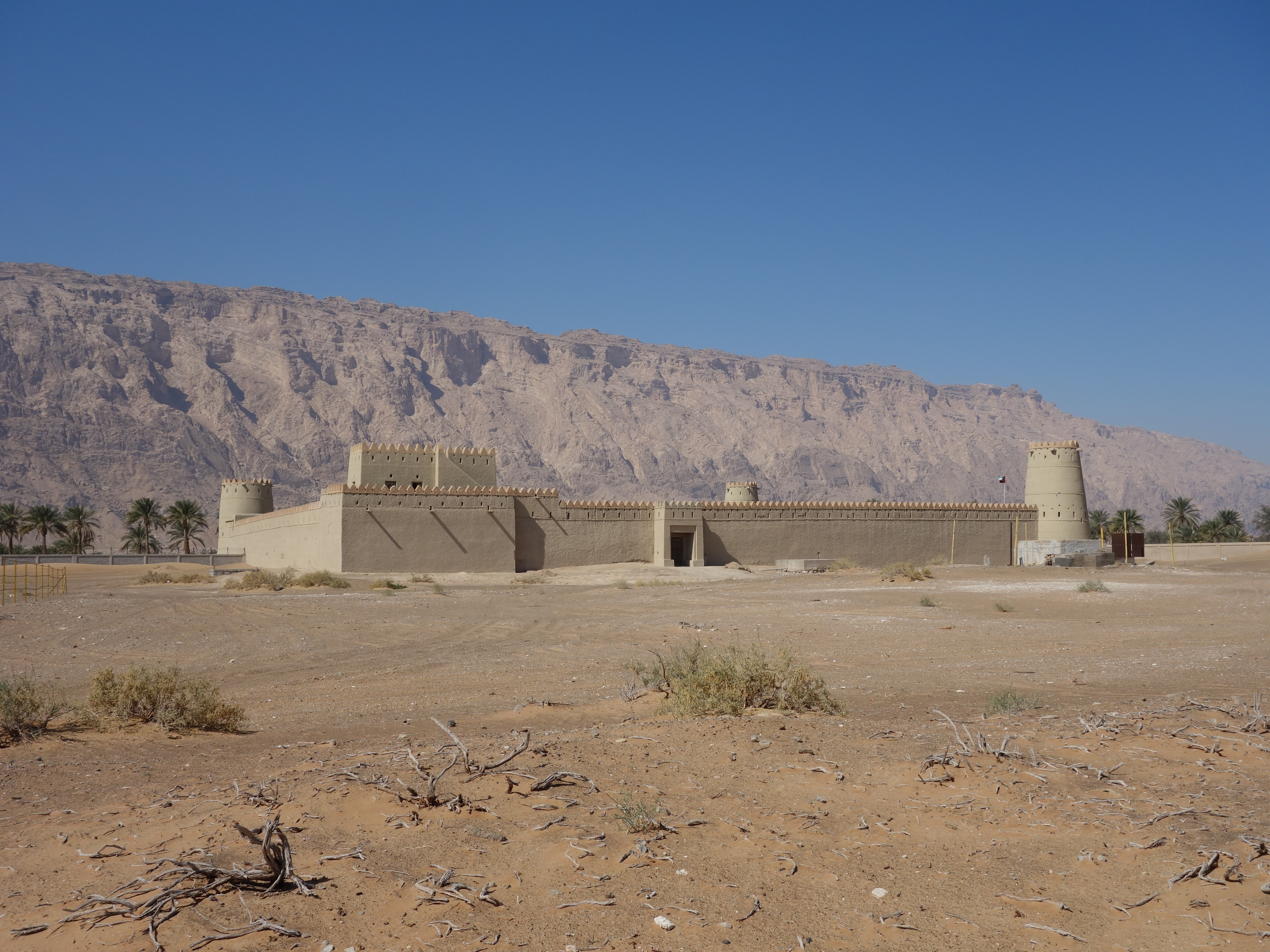
Fuerte de Mezyad, del siglo XIX (cuyo constructor es desconocido).

Se han encontrado restos arqueológicos que datan de la Edad del Bronce y más allá, como en Al-Rumailah, Hili y Jebel Hafeet, en esta región. Según los informes, en la antigüedad, los árabes usaban la región como un lugar de reunión, y al igual que Dibba, estaba sujeta a impuestos por Al-Julanda, que eran clientes de los sasánidas, que informaban al persa Marzban (gobernador militar), que estaba basado en Al-Rustaq en lo que ahora es Omán.
Al igual que Dibba y el actual Ras Al Jaimah, la región fue testigo de eventos relevantes para la historia del Islam durante las eras Rashidun, Umayyad y Abbasid.as.
Alrededor de la Edad de Oro Islámica en la Edad Media, la región, con su capital en Tawam, era una esfera de influencia importante para los árabes. Se cree que la cerámica y otros materiales encontrados aquí fueron importados de Mesopotamia, India y China. En este momento, Sohar, ubicado al este de esta región, era tan importante como un puerto comercial en la costa del Golfo de Omán que se consideraba el «Dubái o Singapur de su época». Una mezquita, considerada la más antigua del país, fue encontrada en las cercanías de la mezquita Sheikh Khalifa en Al-Ain por el Dr. Walid Al Tikriti, además de un falaj, un grupo de casas y una aldea que data del siglo IX o X.
Al estar estratégicamente ubicado cerca del Hajar occidental, el área era una parada importante para las personas y las caravanas que viajaban entre las montañas y otras partes de Arabia, como Al-Hasa. El área, que era rica en palmeras datileras, no solo era importante para el comercio, sino que también fue utilizada por ciertas personas para el tráfico de esclavos, mujeres o niños, años antes de la fundación de los E.Á.U.